# 巴尔韦尔东
巴尔韦尔东，是西班牙卡斯蒂利亚-莱昂萨拉曼卡省的一个市镇。 总面积22平方公里，总人口282人（2001年），人口密度13人/平方公里。